# Ballg’schichten
Ballg’schichten ist ein Walzer von Johann Strauss (Sohn) (op. 150). Das Werk wurde am 27. Februar 1854 im Tanzlokal Zum Sperl erstmals aufgeführt. 
Der im Ländler Stil gehaltene Walzer Ballg’schichten wurde für den Fasching des Jahres 1854 komponiert und bei einem Benefizkonzert uraufgeführt. Das Werk stellt musikalisch eine Rückkehr des Komponisten zu seinen Anfängen dar. Es ist vor allem eine vorübergehende Abkehr von seinem, in den Walzern Novellen und Schallwellen geprägten Stil, der von einer Anlehnung an zeitgenössische Komponisten wie Richard Wagner geprägt war. Grund für diesen Schritt war wohl die teilweise harsche Kritik an den beiden erwähnten Walzern. Prompt wurde dieser Walzer von den Kritikern demonstrativ überschwänglich gelobt. Langfristig sollte sich aber doch der neuere Stil durchsetzen. 
Die Spieldauer beträgt auf der unter Einzelnachweisen angeführten CD 8 Minuten und 16 Sekunden. Je nach der musikalischen Auffassung des Dirigenten kann sich diese Zeit um bis zu etwa einer Minute plus oder minus verändern.